# Richard Boyatzis
Richard Eleftherios Boyatzis, född 1946 är en amerikansk organisationsteoretiker som är verksam som professor vid Case Western Reserve University.
Han tog sin PhD i socialpsykologi på Harvard University 1973. Han har bland annat skrivit om kvalitativa metoder inom sociologi och har inom organisationsteorin forskat om emotionell intelligens, beteendeförändring och kompetens.